# 脇坂安元
脇坂 安元（わきざか やすもと）は、安土桃山時代から江戸時代前期にかけての武将・大名・歌人。伊予国大洲藩2代藩主、のち信濃国飯田藩初代藩主。播磨国龍野藩脇坂家2代。
当時の将軍徳川家光の信任が厚い下総国佐倉藩主・堀田正盛の次男・安政を養子とすることを願い出て許されたことにより、外様の小藩であった脇坂家は譜代大名となることができた。なお、安元は2代・安政より以前に、実弟・安経、次いで堀田正盛の弟・安利を養子としていたが、いずれも早世した。

## 生涯
天正12年（1584年）3月4日、脇坂安治の次男として山城国で生まれる。兄・安忠が若くして病没したために嫡子となり、慶長3年（1598年）に大坂にて徳川家康に謁見した。慶長5年（1600年）に豊臣姓を授けられ、従五位下、淡路守に叙任されている。
慶長5年（1600年）の会津征伐では、父親の安治は大坂に留まり、安元は関東に下向し徳川方に参陣しようとしたが、安元は関東へ向かう途中で、家康に対抗して挙兵した石田三成に遮られて已む無く、近江から大坂に戻ることになった。安元は家康に同行していた山岡景友に書状を送って事情を説明し、家康に味方する所存であることを伝えた｡家康から安元に返書が届き、安元の家康に対する忠節への謝意と、近いうちに上方へ向かう旨が記されていた（慶長5年8月1日 脇坂安元宛 徳川家康書状）。安治が大坂に滞在していたときに石田三成が挙兵したため、やむなく約1,000名の兵を率いて西軍に付いたとされる。渡邊大門によると前記の「慶長5年8月1日 脇坂安元宛 徳川家康書状」に言及した上で、「石田三成の挙兵時に、偶然に安治・安元父子が上方にいた故に脇坂家が西軍に属さざるを得なかった事情が考慮され、関ケ原の戦後処理で咎めを受けずに所領を安堵されたのだろう」という趣旨を述べている。
慶長11年（1606年）には、江戸城の普請を行っている。大坂の陣では先鋒として活躍する。大坂冬の陣が勃発すると、藤堂高虎指揮下で生玉辺りを攻め、大坂夏の陣においては土井利勝と共に天王寺辺りを攻めるなどして活躍した。同年、父の隠居に伴い大洲5万3,500石を襲封した。
元和3年（1617年）、伊予大洲から信濃飯田藩5万5000石に加増移封された。2代・安政と共に55年間にわたって飯田の城下町を整備し、飯田城の掘割を完成させ、飯田十八町を完成させた。街道の流通と伝馬を確立し、文化産業振興にも力を注ぐなど、飯田の発展に尽くした。
元和9年（1623年）の秀忠の上洛や寛永3年（1626年）9月の秀忠・家光の上洛、寛永11年（1634年）7月11日の家光の上洛など将軍家の上洛に度々従っている。また、勅使馳走職として勅使の日光参詣に従ったり、朝鮮通信使を江戸接待役として江戸本誓寺にて接待するなど接待役としても活躍した。寛永9年（1632年）12月に改易された徳川忠長の居城・駿府城や正保元年（1644年）4月1日から一年間、当時天領であった下館城の守衛を務めている。この下館城預かり時代の一年間の記録が「下館日記」として残されている。
承応2年（1653年）12月3日、信濃飯田にて死去。享年70。

## 御家存続
養嗣子としていた実弟の安経の殺害時、堀田家からの養子の安利の死去時、さらに堀田家から安政を養子に迎えた次点、さらに自身の死亡時でも、脇坂家には末弟の安総（旗本。安元の死去後に2千石を分知）がいまだ残っていた。この安総を養嗣子とする手段もあった。安元がそれをせずあえて堀田家から養子を迎えた理由として、安元は脇坂家の豊臣縁故の外様大名である立場に不安を抱いており、幕閣の大物である堀田家から養子を迎えることで徳川幕府との縁を作り、脇坂家の存続を図ったのであろう、と推測されている。寛永9年（1632年）4月の安経殺害時、その場に同席していた同じく実弟で美濃国脇坂藩主の脇坂安信は、一連の事件の責任を負う形で改易されている。
脇坂家は次代の安政が譜代扱いを願い出ることにより、願譜代として譜代に準ずる格式待遇を受けるようになった。さらに堀田家から数度の養子入りがあり、数代後に正式な譜代大名となっている。

## 教養人
当時安元は武家第一の歌人ともされ、八雲軒と号し、徳川秀忠の談伴衆でもあった教養人で、和漢書籍数千巻を蔵していた。「下館日記」「在昔抄」など著作も多い。林羅山には儒学を学び、逆に安元が羅山に歌道を教えるという師弟関係でもあった。また、狩野派の絵師狩野元俊とも親しく、安元が下館城在番中に江戸から元俊が訪ねてくるなど親密な仲だった。この下館城在番中に土佐派の絵師土佐一得に関する貴重な記録が残っている。この一得は容貌や所作が少々特殊であったがしかし安元は、絵は心で描き、一芸に秀でることは素晴らしいことだとして、一得を称賛している。一得は半月ほどの間に安元の求めに応じて絵を描き、安元は多額の謝礼を渡している。
安元の教養を知らしめる逸話として、以下の話が有名である。
家光の治世「寛永諸家系図伝」が編纂されるにあたり、戦国時代に成り上がった大名諸家が源平藤橘などと名門の出であると取り繕った系図を競うように作る中で、安元は「祖先は藤原氏であるらしい」ということだけしかわからなかったため、祖父脇坂安明からの短い系図のみを作り、冒頭に「北南 それとも知らず この糸の ゆかりばかりの 末の藤原」（北家・南家ひいては京家、式家いずれかは判りませんが、父祖よりたまたま藤原氏の末裔を名乗っております＝脇坂家は大した出自ではありません）という和歌をしたためて提出したと伝わる。